# Корнацел (Арђеш)
Корнацел (рум. Cornățel) насеље је у Румунији у округу Арђеш у општини Бузоешти. Oпштина се налази на надморској висини од 211 m.

## Становништво
Према подацима из 2002. године у насељу је живело 1107 становника, од којих су сви румунске националности.